# Dies de vi i roses
Dies de vi i roses (títol original en anglès Days of Wine and Roses) és una pel·lícula estatunidenca dirigida per Blake Edwards i estrenada l'any 1962. Ha estat doblada al català.

## Argument
Joe Clay, que és cap de premsa d'una empresa de San Francisco, es casa amb una noia que coneix en una festa i tenen una filla. Joe perd la feina per la seva afició a la beguda. La família passa a viure a un apartament molt pobre i finalment a una casa de camp. La seva dona confia que amb el canvi d'aires Joe pugui vèncer la seva afició per la beguda.

## Repartiment
- Jack Lemmon: Joe Clay
- Lee Remick: Kirsten Arnesen Clay
- Charles Bickford: Ellis Arnesen
- Jack Klugman: Jim Hungerford
- Alan Hewitt: Rad Leland
- Tom Palmer: Ballefoy
- Debbie Megowan: Debbie Clay
- Maxine Stuart: Dottie
- Jack Albertson: Trayner
- Ken Lynch: Propietari de la botiga de licors

## Premis i nominacions[calcitació]

### Premis
- 1963: Oscar a la millor cançó original per Henry Mancini (música) i Johnny Mercer (lletres) amb "Dies de vi i roses"
- 1963: Conquilla de Plata al millor actor per Jack Lemmon
- 1963: Conquilla de Plata a la millor actriu per Lee Remick
- 1964: Sant Jordi a la millor interpretació en pel·lícula estrangera per Jack Lemmon

### Nominacions
- 1963: Oscar al millor actor per Jack Lemmon
- 1963: Oscar a la millor actriu per Lee Remick
- 1963: Oscar a la millor direcció artística per Joseph C. Wright i George James Hopkins
- 1963: Oscar al millor vestuari per Donfeld
- 1963: Globus d'Or a la millor pel·lícula dramàtica
- 1963: Globus d'Or al millor director per Blake Edwards
- 1963: Globus d'Or al millor actor dramàtic per Jack Lemmon
- 1963: Globus d'Or a la millor actriu dramàtica per Lee Remick
- 1964: BAFTA a la millor pel·lícula
- 1964: BAFTA al millor actor estranger per Jack Lemmon
- 1964: BAFTA a la millor actriu estrangera per Lee Remick